# PROJUDI
O sistema PROJUDI (sigla para Processo Judicial Digital) é um software de processo eletrônico mantido pelo Conselho Nacional de Justiça (CNJ) e em franca expansão em todos os estados do Brasil. Após a sua popularização, o CNJ passou a chamá-lo também de Sistema CNJ. 
O Sistema PROJUDI é a aposta do Conselho Nacional de Justiça na sua missão de informatizar todos os cartórios judiciais do País. O software possibilita que todo o trâmite de um processo judicial se dê em meio eletrônico, informatizando também diversas rotinas cartorárias consequentemente. Na definição do próprio CNJ, trata-se de “um sistema de informática que reproduz todo o procedimento judicial em meio eletrônico, substituindo o registro dos atos processos realizados no papel por armazenamento e manipulação dos autos em meio digital”.
A mudança do paradigma meio-papel para meio-eletrônico envolve mudanças procedimentais e estruturais em todo o sistema judiciário, sendo necessário o enfrentamento de diversos desafios decorrentes dessa mudança. Entretanto, indicativos demonstram que as vantagens de referida mudança superam em muito seus desafios, valendo citar: a rapidez na tramitação de processos através da automação de rotinas, a economia com o desnecessário armazenamento e translado de documentos em papel e a garantia de integridade e autenticidade através da utilização de assinatura digital.
O chamado "processo digital", "processo eletrônico" ou "processo virtual", embora só tenha sido positivado no ordenamento jurídico através da Lei nº 11.419, de 19 de dezembro de 2006. (Lei de Informatização do Processo Judicial), já vinha sendo implantado por alguns órgãos do Judiciário, a exemplo de diferentes modelos de processo informatizado e peticionamento eletrônico que vinham – ou vêm – sendo utilizados pelo Supremo Tribunal Federal (Sistema e-STF), Superior Tribunal de Justiça (Sistema E-Pet), Tribunal Superior do Trabalho (Sistema e-DOC) e Tribunal Regional Federal da Primeira Região (Sistema e-Proc).
Em 12 de setembro de 2006, o PROJUDI foi doado por seus desenvolvedores, André Luis Cavalcanti Moreira e Leandro de Lima Lira, ao CNJ, inclusive com a cessão dos direitos de propriedade do software, que já se encontrava registrado no Instituto Nacional da Propriedade Industrial (INPI), com o nome de PRODIGICON e sob o registro de número 66552, de 20 de abril de 2005. 
Durante a sessão do CNJ ocorrida em 12/09/2006, a então presidente do Conselho, Ministra Ellen Gracie Northfleet, enalteceu a importância do PROJUDI para o judiciário brasileiro, bem como concedeu a palavra para manifestação por parte dos doadores do sistema. Posteriormente, a presidente agradeceu novamente por meio de ofícios enviados.
Coincidência ou não, a Lei nº 11.419 foi promulgada em 19 de dezembro de 2006, dois meses antes da referida doação de software, embora tenha entrado em vigor apenas no ano seguinte, em razão da sua vacatio legis de 90 dias.
No ano de 2013, mais precisamente no dia 18 de dezembro, o CNJ, por meio da Resolução n.º 185, passou a impor aos tribunais a necessidade da padronização e uniformização dos sistemas informatizados, no âmbito do Poder Judiciário, adotando assim o sistema PJ-e, que já vinha sendo utilizado em maior escala pelo Justiça do Trabalho.

## Software Livre?
Desde o início da expansão do sistema PROJUDI, até a presente data, jamais foi divulgada sua licença de uso, embora o mesmo seja quase sempre descrito pela mídia e pelo próprio CNJ como um software livre. Vale acrescentar que a utilização de “programas com código aberto” foi tratada pela Lei de Informatização do Processo Judicial, em seu Art. 14, embora tal adoção não tenha ficado expressamente caracterizada como uma obrigação por parte dos órgãos do Judiciário:
Art. 14.  Os sistemas a serem desenvolvidos pelos órgãos do Poder Judiciário deverão usar, preferencialmente, programas com código aberto, acessíveis ininterruptamente por meio da rede mundial de computadores, priorizando-se a sua padronização.
O conceito de software livre foi cunhado por Richard Stallman, sendo claramente definido como aquele software que respeita as quatro liberdades:
- A liberdade de executar o programa para qualquer fim;
- A liberdade de estudar como o programa funciona e adaptá-lo às suas necessidades;
- A liberdade de redistribuir cópias do programa, podendo ajudar a quem dele necessite;
- A liberdade de melhorar o programa e lançar os melhoramentos ao público, de sorte que toda a comunidade se beneficie.

O fato do código fonte do sistema PROJUDI ser livremente distribuído aos tribunais não o caracteriza como software livre. Tal distribuição deveria ser pública para tal caracterização, o que não ocorre na prática. Em verdade, tal distribuição não é tão livre assim, pois geralmente antecede-se a ela a realização de um convênio entre o CNJ e o tribunal de interesse. Ademais, o fato de inexistir uma licença de uso amplamente divulgada para o sistema, resulta numa interpretação restritiva dos direitos de uso sobre o software, como manda a legislação correspondente.
Uma confusão muito comum entre aqueles que desconhecem o conceito de software livre é confundir como tal aqueles softwares desenvolvidos com tecnologias livres, mas que são, em essência, softwares proprietários. O PROJUDI, por exemplo, é desenvolvido em Java, que é uma linguagem de programação livre, mas isso não faz dele um software livre. Se um sistema é desenvolvido todo num ambiente Linux, com programas e ferramentas livres, isso não é suficiente para que esse sistema seja um software livre. Se a obra final não tiver o seu código fonte amplamente divulgado, e dentro das quatro liberdades acima citadas, tratar-se-á de um software proprietário.
Assim, é um equívoco afirmar que o PROJUDI é um software livre. Trata-se, na verdade, de um software desenvolvido de forma fechada pelo CNJ, e pelos tribunais que detém o seu código, e que se baseia em tecnologias livres, a exemplo da linguagem de programação Java.

## História

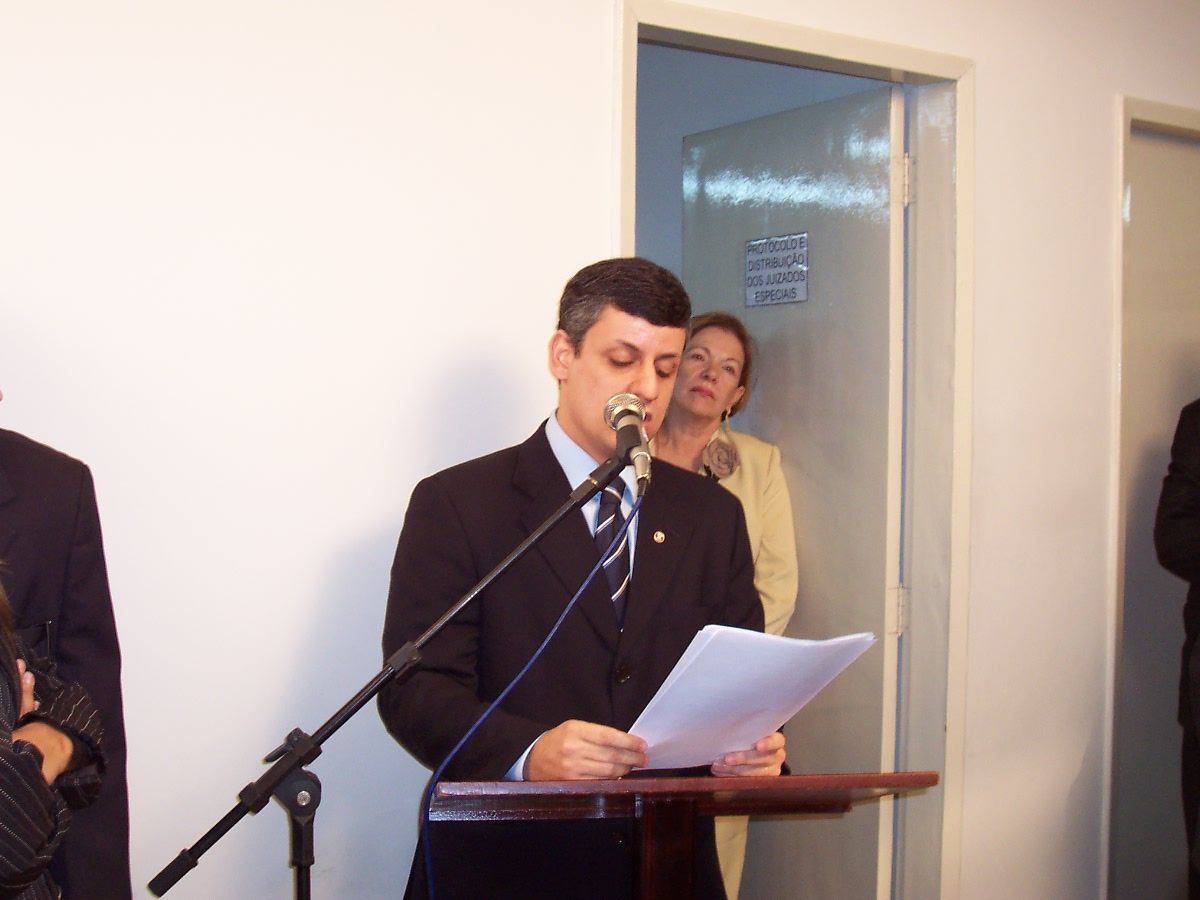
Juiz Antônio Silveira Neto, um dos idealizadores do PROJUDI, discursa durante cerimônia de inauguração do Juizado Virtual da Paraíba, em outubro de 2005.

O PROJUDI começou como um projeto de conclusão de curso de dois estudantes de Ciências da Computação da Universidade Federal de Campina Grande, André Luis Cavalcanti Moreira e Leandro de Lima Lira. O início da construção do sistema data do ano de 2003, quando Leandro Lira, então aluno do curso de Direito na Universidade Estadual da Paraíba, em conjunto com seu professor, o juiz  Antônio Silveira Neto, decidiram dar início à construção de um sistema que permitisse a eliminação do uso do papel no processo judicial. Ainda com o nome de Prodigicon, foi implantado como um projeto piloto com o apoio do juiz Antônio Silveira Neto, titular do então Juizado do Consumidor da comarca de Campina Grande na Paraíba, que viria a ser posteriormente o 2° Juizado Especial Cível de Campina Grande.  
Foi concedida pelos autores do sistema, para o Tribunal de Justiça da Paraíba, uma licença de uso gratuita do Projudi, bem como de sua documentação, por tempo indeterminado, por meio de contrato de licença de software celebrado em 22 de março de 2005.

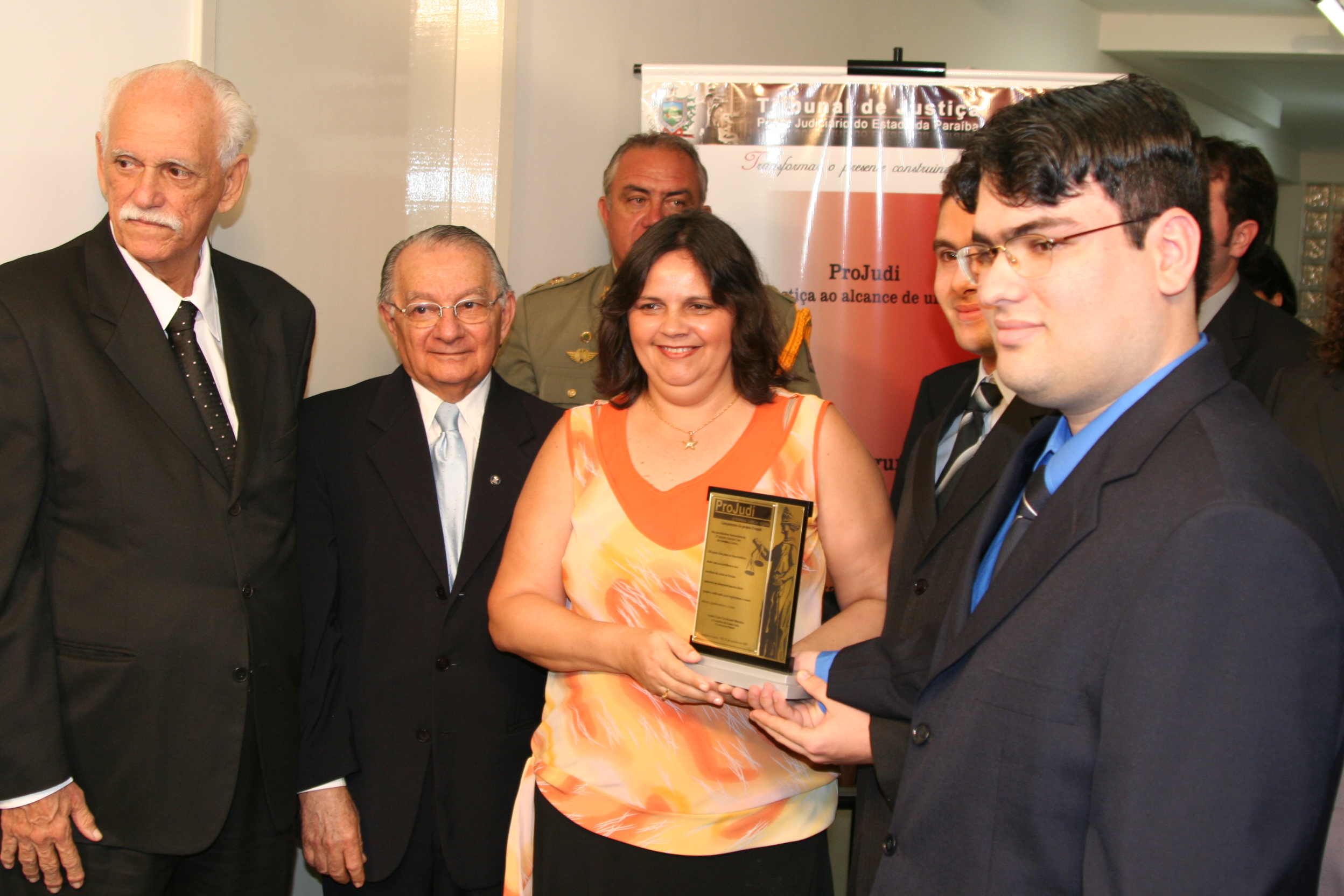
Servidora do TJPB, Eliete Nunes, recebe homenagem em razão da criação do Juizado Virtual da Paraiba.

Durante a preparação para a implantação, o sistema, que era voltado ao juizado do consumidor, sofreu inúmeras modificações passando comportar outros tipos de processos e tramitações, e passou a ter o nome de PROJUDI (abreviação de PROcesso JUdicial DIgital). Em 27 outubro de 2005, foi inaugurado o Juizado Virtual da Paraíba, contemplando inicialmente o 1º e o 2º Juizados Especiais Cíveis de Campina Grande.
Nos anos seguintes, o PROJUDI passou a receber pelo Tribunal de Justiça da Paraíba o nome E-jus.
Em junho de 2006, o Conselho Nacional de Justiça promoveu o 1º Encontro dos Operadores da Justiça Virtual, evento voltado para a apresentação dos sistemas de processo eletrônico em utilização pelos diversos órgãos da justiça brasileira. Na oportunidade, o PROJUDI foi apresentado, tendo sido considerado, após analise de grupos de estudo formados pelos participantes do evento, como o sistema mais apropriado à época para se realizar uma implantação nacional e uniforme do processo eletrônico na justiça brasileira.
Em 12 de setembro de 2006, os autores assinaram com o CNJ um termo de doação de software, entregando em caráter definitivo e gratuito o código fonte, a documentação do sistema e todos os direitos de propriedade industrial, direito autoral ou de qualquer outra propriedade intelectual relacionados ao PROJUDI.
Leandro de Lima Lira, um dos criadores do PROJUDI, passou a integrar a equipe de tecnologia da informação do CNJ, participando da contínua evolução do sistema bem como de sua implementação nos tribunais de justiça brasileiros.

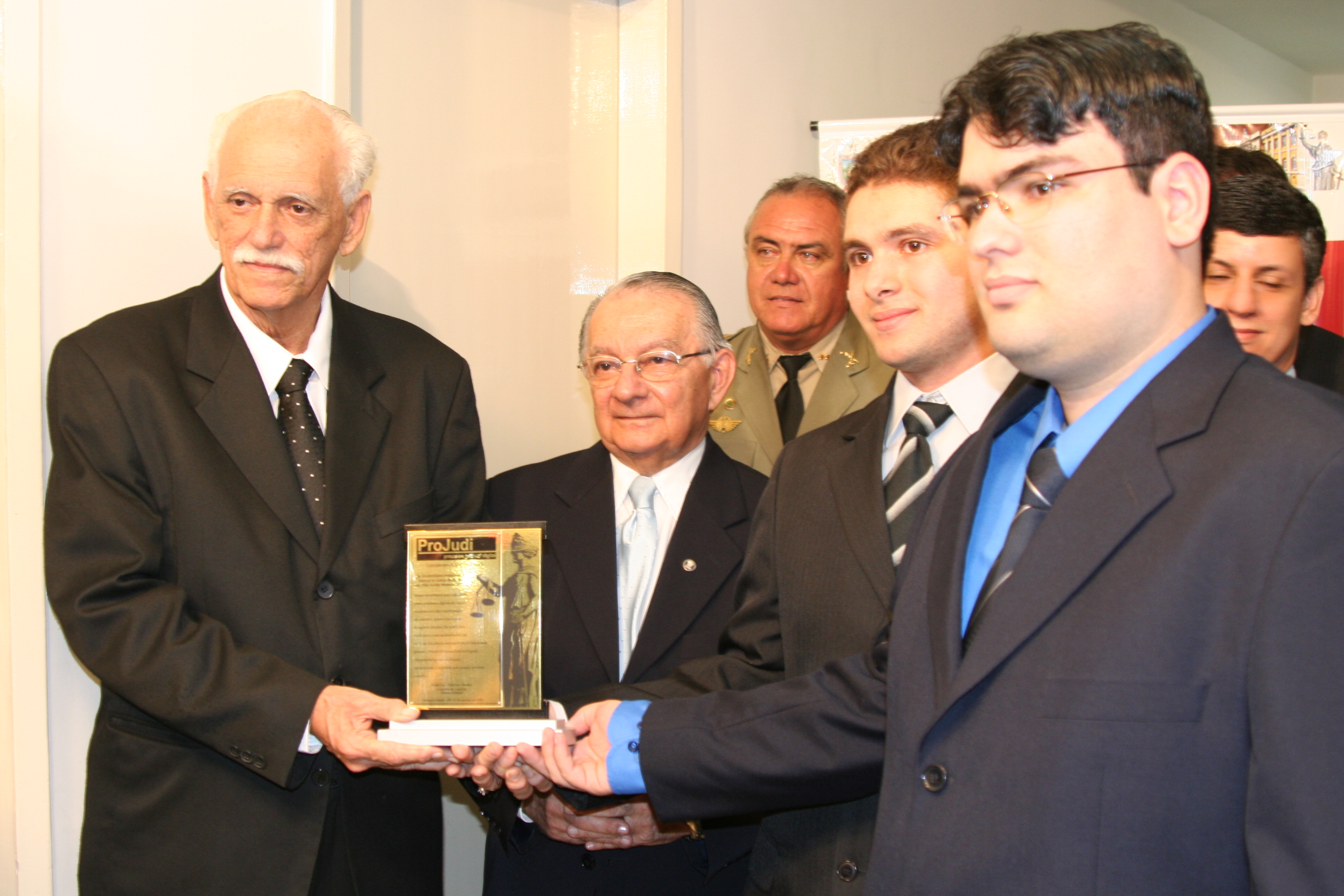
Presidente do TJPB, Júlio Aurélio Moreira Coutinho, e o desembargador Antônio Elias de Queiroga, recebem homenagem durante a criação do Juizado Virtual da Paraíba, outubro 2005.

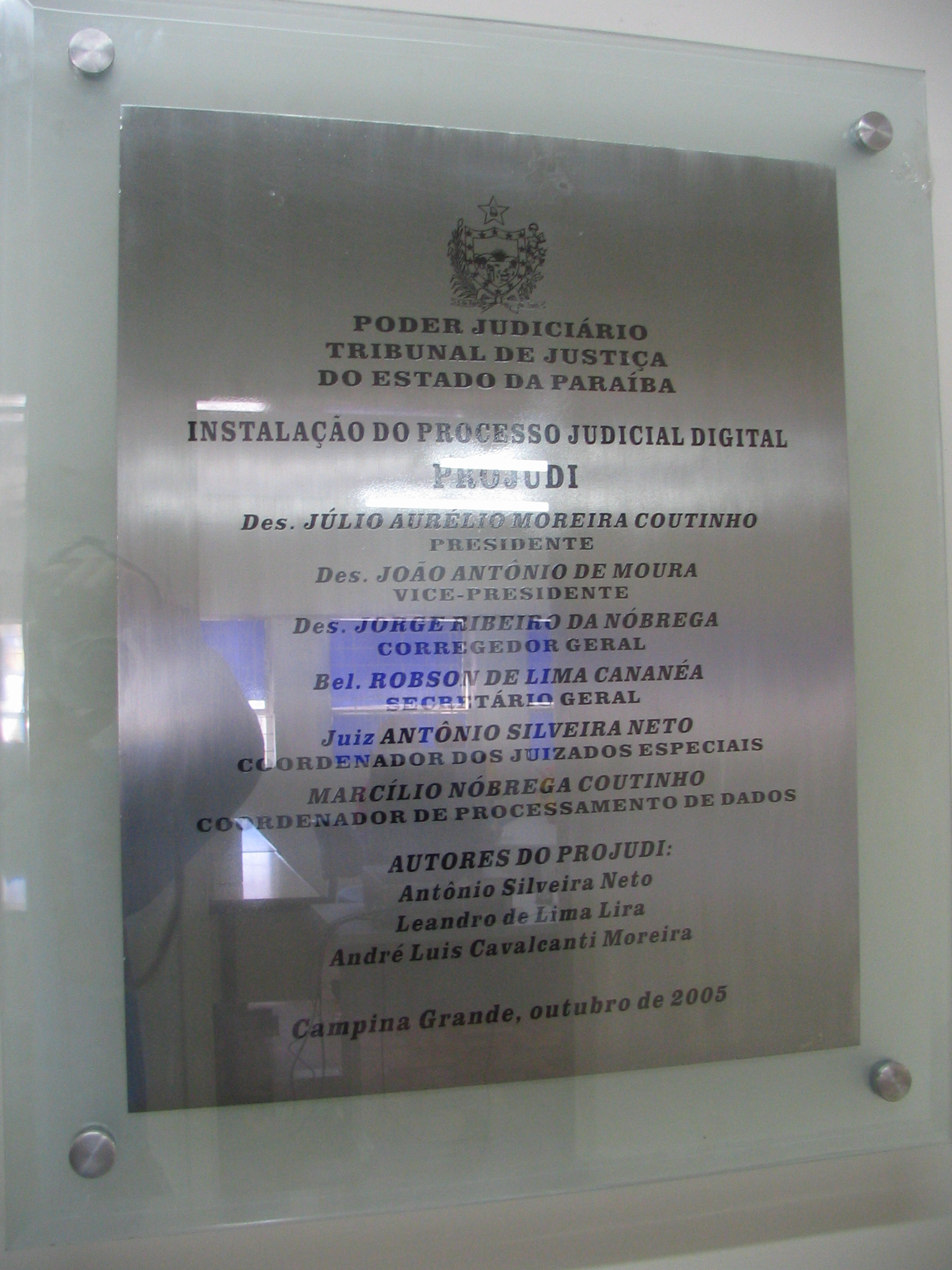
Placa comemorativa da implantação do PROJUDI no TJPB, outubro 2005.

Rondônia foi um dos primeiros estados a aderir ao PROJUDI nos Juizados Especiais, colaborando de forma direta na melhoria deste sistema.

## As versões dos estados
Em discurso proferido no Congresso Nacional, em 2 de fevereiro de 2007, a exatos 45 dias da entrada em vigor da Lei de Informatização do Processo (19/03/2007), a então presidente do CNJ, Ministra Ellen Gracie Northfleet (gestão de 2005/2007), ressaltou que, tão importante quanto a aprovação da lei, foi a inserção de previsão orçamentária, habilitando o CNJ a investir na modernização de equipamentos nos Estados. Desde então o CNJ veio firmando parcerias com os tribunais de justiça dos estados para promover a adoção do processo judicial informatizado, tendo o PROJUDI como sistema de tramitação eletrônica.
Os convênios do CNJ com os estados, para implantação do PROJUDI, são sempre associados ao envio de equipamentos como servidores, PCs e scanners, na qualidade e quantidade necessária (há um considerável investimento por parte do CNJ). Segundo noticiava o site do CNJ em junho de 2009, 26 dos 27 estados brasileiros haviam aderido ao PROJUDI. Entretanto, o que se verificou na época, mediante pesquisa, é que apenas 19 Estados, inclusive o DF, disponibilizavam acesso ao sistema através do portal de seus tribunais de justiça. É provável que esses 8 Estados restantes ainda estudem a viabilidade do sistema, até porque muitos têm sistema próprio, já em uso, a exemplo do e-SAJ, sistema proprietário utilizado em pelo menos 3 Estados que não utilizam o PROJUDI (desenvolvido pela Softplan Planejamento e Sistemas Ltda.).
Como parte dos convênios, o CNJ forneceu o código-fonte do PROJUDI aos estados, permitindo que alterassem o sistema, adaptando-o às suas necessidades. Tais alterações logo se mostraram indispensáveis, uma vez que o sistema ainda possuía diversas falhas, o que se pôde verificar na prática quando da sua implantação. Assim, diversas alterações foram feitas em cada Estado, não havendo um controle de versões em nível nacional ou, sequer, uma colaboração coordenada e simplificada entre todos os estados de sorte a evitar o retrabalho.
Até 03/06/2009, verificava-se que, dos 19 Estados utilizando o sistema, 9 utilizavam versões relativamente semelhantes e pouco alteradas, numeradas como 1.08.04 (AC, MA, TO) ou 1.08.4 (AM, CE, MT, PE) ou 1.08.3.3 (DF) ou 1.08.3.1 (RR). Em alguns estados não foi possível identificar o número da versão, mas foi feita uma comparação de interface. É o caso do Pará, que utiliza a versão mais antiga de todas (em termos de interface), semelhante à primeiríssima versão instalada na Bahia, por exemplo (novembro de 2007). Chamou atenção o fato de que alguns Estados realmente investiram na modificação do sistema, criando versões com numeração própria, que já não se confundem com as demais: Goiás (versão própria 1.6.06), Paraíba (numeração não identificada, mas visivelmente baseada na versão mais antiga do sistema), Paraná (versão própria 4.14.2, em 14/06/2016), é considerada uma das interfaces mais “limpas” e “trabalhadas” em comparação com as demais, Rondônia (versão própria 2.2) e Alagoas (numeração não identificada, mas baseia-se na excelente versão do Paraná).
Em dado momento, diante do verdadeiro mosaico de versões de PROJUDI que se instalou nos "judiciários" estaduais (na verdade, o Judiciário é um só), o CNJ passou a sinalizar uma possível centralização do desenvolvimento do sistema em torno da versão utilizada em Minas Gerais, sendo gerado também um histórico de versões, que passou a ser visualizado nos sistemas de cada Estado. Em 9 de maio de 2009, a Bahia foi o primeiro Estado a instalar a versão 1.9 do PROJUDI mineiro, sendo que já vinha utilizando a versão 1.8.3 (também vinda de MG, mas já com modificações baianas, encontrando-se na subversão 1.8.3.3). Entretanto a centralização na versão mineira não vingou e o próprio CNJ passou a focar na versão do Mato Grosso. O curioso é que a versão matogrossense, por não disponibilização da versão de MG, partiu de uma versão anterior (1.8.alguma coisa) e criou uma versão denominada 1.9.7, na qual se viram omissas diversas funcionalidades e melhoramentos da versão 1.9 de MG, pois não fora repassado as melhorias.
Atualmente, MG está trabalhando numa versão 2.1.5, sucessora da versão 1.9 acima citada, porém sem melhorias internas no sistema, porém dando continuidade aos diversos melhoramentos existentes nessa versão. Enquanto isso, o CNJ e o Mato Grosso agora trabalham na versão 1.14 o que é disponibilizado para outros estados que seguem essa versão de Mato Grosso como a Nacional e aguardando de um posicionamento mais firme e definido do CNJ quanto a migração para o novo sistema em PJE. Mas o que se pode constatar é que, em vez de se ter diversas versões diferentes do sistema, desenvolvidas quase que isoladamente por cada tribunal, melhor seria ter uma versão padrão em nível nacional, tendo cada estado como um colaborador no seu desenvolvimento, que deveria ser todo centralizado e coordenado pelo CNJ.
Hoje, o próprio CNJ já discute a adoção de um novo sistema padrão, que finalmente viria para unificar os diversos sistemas utilizados pelos tribunais. Vale dizer que se trata de um sistema totalmente diferente do PROJUDI, denominado "Creta" e já em uso na Justiça Federal.